# 핸섬가이즈
"핸섬가이즈"는 2024년 공개된 대한민국의 코미디 영화이다. 2010년 캐나다의 영화 "터커 & 데일 Vs 이블"을 리메이크한 것이다.

## 출연
- 이성민: 강재필 역
- 이희준: 박상구 역
- 공승연: 김미나 역
- 박지환: 최 소장 역
- 이규형: 남 순경 역
- 우현: 김 신부 역
- 장동주: 이성빈 역
- 강기둥: 병조 역
- 빈찬욱: 용준 역
- 박정화: 보라 역
- 김도훈: 제이슨 역
- 박경혜: 순옥 역
- 이서환: 부동산 사장 역
- 송유현 : 수녀 역
- 제이미 호런: 베이커 신부 역
- 진태건: 요한 역
- 복 순: 봉구 역
- 임원희: 이원희 역 - 성빈 작은 조부

## 제작

### 사전 제작
2020년 9월 22일 이성민, 이희준, 공승연, 이규형, 박지환, 우현이 캐스팅되었다고 발표했다.

## 수상 목록
- 2025년 제23회 디렉터스 컷 어워즈 신인감독상 (남동협)